# قياس ضوئي خلوي
قياس ضوئي خلوي (بالإنجليزية: Cytophotometry)‏ هو قياس امتصاص الضوء من قبل الخلايا، بحلول أوائل ثلاثينيات القرن العشرين قامت شركات مختلفة بتصنيع المجاهر الفلورية فوق البنفسجية. عمل توربجورن كاسبيرسون في معهد كارولينسكا في ستوكهولم وطور سلسلة من الآلات الأكثر تطوراً تدعى أجهزة القياس الضوئي الخلوي، هذه الأدوات مجتمعة تكون مجهر فلوري ومقياس طيف ضوئي لتحديد كمية الأحماض النووية الخلوية وعلاقتها بنمو الخلية ووظيفتها، يبدو أن جهاز كاسبرسون الأول بدائي بشكل ميؤوس منه ولكن حتى هذا الجهاز البدائي حصل على نتائج وجذب انتباه الباحثين الآخرين، العديد من تطورات علم الخلايا التحليلي من الأربعينيات وما بعد قدمها أناس قاموا بزيارة ستوكهولم.